# Presley O’Bannon

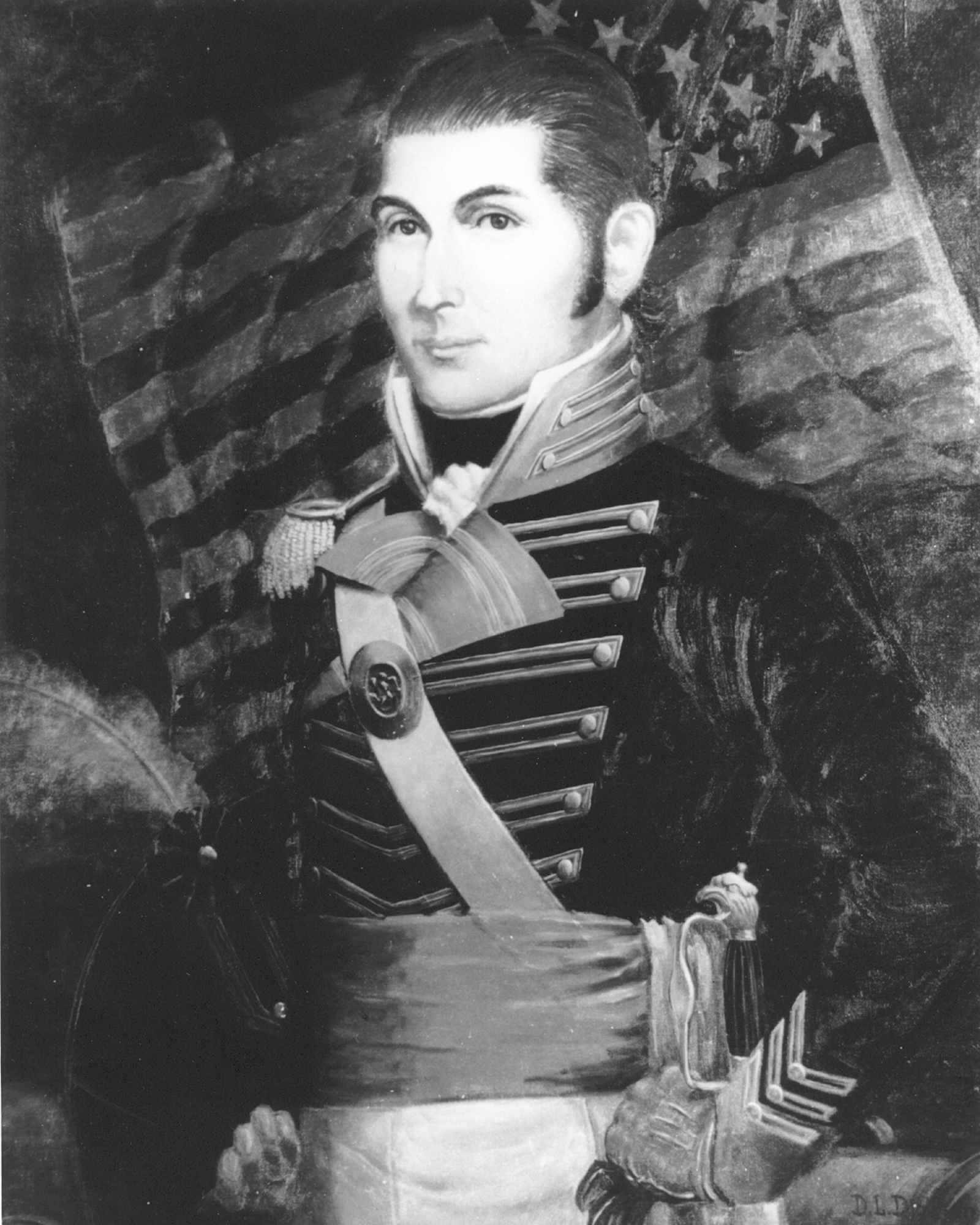
Presley O’Bannon

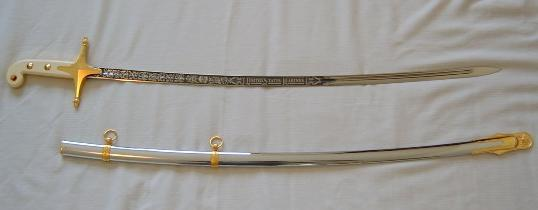
Mamelukkenschwert

Presley Neville O’Bannon (* 1776 in Fauquier County, Virginia; † 12. September 1850 in Franklin County, Kentucky) war ein Offizier des US Marine Corps (USMC) und wurde bekannt durch seine Taten im Ersten Barbaresken-Krieg.
O’Bannon trat am 18. Januar 1801 in das US Marine Corps ein. Als First Lieutenant kommandierte er in der kleinen Streitmacht unter General William Eaton eine Einheit der Marines im Krieg gegen Tripolis (heutiges Libyen). Während der gemeinsamen Operation mit der US Navy führte er den erfolgreichen Angriff im Kampf um Derna (27. April 1805), woraus die Zeile der Hymne des USMC to the shores of Tripoli entstand. Beeindruckt vom Mut O’Bannons im Kampf, schenkte ihm der Führer der muslimischen Gefolgschaft, Hamet Karamanli, sein Schwert.
Seit dieser Zeit erhält jeder Offizier des USMC solch ein Mamelukken-Schwert mit seinem Offizierspatent.
Nach seiner Pensionierung am 6. März 1807 lebte O’Bannon in Kentucky, wo er am 12. September 1850 auch starb.
Zu seinen Ehren wurden drei Schiffe der US Navy nach ihm benannt.